# ゴク州
ゴク州(ゴクしゅう、英語：Gok State)は、南スーダン北西部のバハル・アル・ガザール地方東部にかつて存在した州。2015年成立、2020年廃止。
2014年の人口は17万4460人。
州都はクエイベトゥ。

## 隣接州
- 西～北：トンジェ州
- 東～南：西部レイク州

## 行政区画
6郡から成る
- アニャー・ングアン郡
- アビリウ郡
- クエイベトゥ郡
- ドゥオニー郡
- マロウ・ペチュ郡
- ワートゥ郡